# Rodney Moffett
Rodney Oliver Moffett (* 26. Dezember 1937 in Gumtree, Oranje-Freistaat) ist ein südafrikanischer Botaniker und Autor.  Sein botanisches Autorenkürzel lautet „Moffett“.

## Leben
Moffett wuchs auf der Farm Vierfontein bei Ficksburg, Oranje-Freistaat, auf und absolvierte seine Ausbildung in Bloemfontein sowie am Forestry College in George, südliche Kapprovinz. Von 1957 bis 1962 arbeitete er als staatlicher Förster und anschließend von 1963 bis 1969 als Gärtner beim Saatgutunternehmen Messrs. Starke Ayres.
1970 gab Moffett seine feste Anstellung auf und wurde Vollzeitstudent an der Universität Stellenbosch mit den Hauptfächern Botanik und Geologie, wo er 1975 den Bachelor of Science mit Auszeichnung und 1978 den Master of Science mit der Arbeit A monographic study of Sarcocaulon (Geraniaceae) erwarb. Die Feldarbeit zur Unterstützung seiner studentischen Forschung wurde in den Trockengebieten Südafrikas und Namibias durchgeführt, insbesondere von 1974 bis 1977 im Richtersveld-Nationalpark.
Seine erste größere wissenschaftliche Arbeit entstand im Rahmen eines Projekts über die Flora und Vegetation der Cango Caves in der Nähe von Oudtshoorn, wo er seine ersten Sammlungen machte. Seine Master-Arbeit, eine taxonomische Revision der Gattung der Dickstängel (Sarcocaulon) innerhalb der Familie der Storchschnabelgewächse, wurde von der South African Biological Society mit der Junior Captain Scott Medal als beste Dissertation für den Zeitraum 1978 bis 1979 ausgezeichnet. Diese Arbeit, die 1984 veröffentlicht wurde, war der Beginn einer langen Zusammenarbeit mit der botanischen Künstlerin Ellaphie Ward-Hilhorst, die viele von Moffetts Veröffentlichungen illustrierte.
1977 begann er, während er als Lecturer am Pietersburg-Campus der University of the North (heute Universität des Freistaates) tätig war, mit seiner Arbeit über die Gattung Rhus, die 1990 Gegenstand seiner Doktorarbeit A taxonomic study of Rhus (Anacardiaceae) in Southern Africa werden sollte. Ab 1978 sammelte er Exemplare der Gattung im gesamten alten Transvaal. 1979 wurde er Senior Lecturer und später außerordentlicher Professor für Taxonomie an der Universität des Westkaps in Bellville. 1986 wurde er Kurator des Stellenbosch Herbariums, wo er sich auf die wenig erforschten Gebiete des Westkaps und der Karroo konzentrierte dem Herbarium etwa 2000 Belege hinzufügte. 1987 wurde er ordentlicher Professor an der Abteilung für Botanik der University of the North auf dem QwaQwa-Campus.
Trotz der erhöhten Arbeitsbelastung und Verantwortung, die mit seiner Beförderung zum Professor und Dekan der naturwissenschaftlichen Fakultät einhergingen, gelang es ihm, die Überarbeitung der Gattung Rhus für eine Promotion an der Universität Stellenbosch abzuschließen und dann mit Hilfe von Assistenten mit einer Sammlung der Flora von QwaQwa zu beginnen. Diese Sammlung bildet nun den Hauptteil des Uniqwa-Herbariums und führte zu einer Abhandlung über die Flora und Vegetation des Gebiets.
1999 ging Moffett in den Vorruhestand, arbeitete danach jedoch noch fünf Jahre lang als freiberuflicher Redakteur. Von 2004 bis 2006 wurde er dann als außerordentlicher Professor auf Zeit wiedereingestellt. Neben seiner Lehrtätigkeit nahm er seine Studien über die Gattung Rhus wieder auf und befasste sich mit dem Gattungsstatus der Rhus-Arten der Alten Welt. 
Moffett ist Mitglied der South African Association of Botanists, war in den 1970er Jahren Vorsitzender der Western Cape Branch und ist ehemaliger Fellow der Linnean Society of London. Zu seinen Schriften zählen die Bücher The Grasses of the Eastern Free State: The Grases of the Eastern Free State: Their Description and Uses (1997) und A Biographical Dictionary of Contributors to the Natural History of the Free State and Lesotho (2014), mit 502 biografischen Einträgen über Zoologen, Parasitologen, Botaniker und Paläontologen sowie über 150 Erstbeschreibungen, hauptsächlich innerhalb Gattungen Rhus und Searsia.